# WLTP

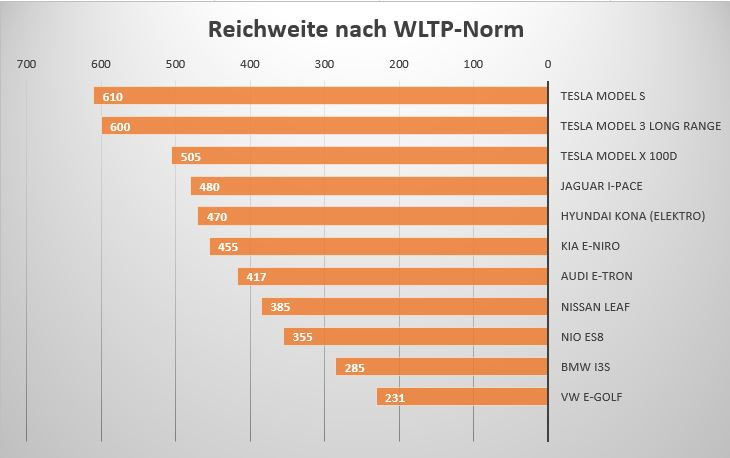
Autonomía según WLTP de algunos coches eléctricos en 2019

El procedimiento WLTP (World Harmonized Light-duty Vehicle Test Procedure, en castellano Procedimiento de ensayo armonizado mundial para vehículos ligeros) es un estándar global para determinar los niveles de contaminantes, emisiones de CO2 y consumo de energía de los coches de solo-combustión, híbridos y eléctricos puros. Este procedimiento ha sido desarrollado por la Comisión Económica de las Naciones Unidas para Europa (CEPE o UNECE en inglés) para sustituir al Nuevo Ciclo de Conducción Europeo (NEDC) como procedimiento europeo de homologación de vehículos. Su versión final se publicó en 2015. Uno de los principales objetivos del procedimiento WLTP es hacer coincidir mejor las estimaciones de laboratorio del consumo de combustible y las emisiones con las medidas de una condición de conducción en carretera.
Dado que los objetivos de CO2 son cada vez más importantes para el rendimiento económico de los fabricantes de vehículos en todo el mundo, WLTP también pretende armonizar los procedimientos de prueba a nivel internacional y establecer un campo de juego igualitario en el mercado global. Además de los países de la UE, WLTP está aceptado en India, Corea del Sur y Japón. WLTP está normalizado mediante la normativa (CE) 2009/443 a efectos de verificar que un modelo de un fabricante no emite más CO2 en promedio que el objetivo establecido por la Unión Europea, que actualmente es de 95 g de CO2 por kilómetro para 2021.

## Historia
El desarrollo del WLTP fue llevado a cabo en un programa lanzado por el World Forum for the Harmonization of Vehicle Regulations (WP.29) de la Comisión Económica de las Naciones Unidas para Europa (UN ECE). El objetivo del proyecto era desarrollar para 2014 un procedimiento de prueba de conducción armonizado para vehículos ligeros. En agosto de 2009 se presentó una hoja de ruta para el desarrollo de una regulación técnica global (UN GTR).
Aparte de la armonización había un acuerdo para que el nuevo procedimiento de prueba representara las características de conducción típicas en el mundo. Había evidencias de una brecha entre el consumo homologado y el consumo real en condiciones reales de conducción. La presión ejercida sobre los fabricantes para reducir las emisiones de CO2 de sus vehículos les llevó a explotar la flexibilidad de los procedimientos de prueba y a introducción de tecnologías de reducción de combustible que mostraban mayores beneficios durante las pruebas que durante la conducción en la carretera. Las dos cosas son gestionadas mejor por un procedimiento y un ciclo que se ajusta lo mejer posible a las condiciones reales de conducción.

### De NEDC a WLTP

New European Driving Cycle (NEDC)

Desde el 1 de septiembre de 2019 todos los vehículos ligeros matriculados en los países de UE (y también los de Suiza, Noruega, Islandia y Turquía) deben cumplir los estándares WLTP. El WLTP sustituye al NEDC como sistema de homologación europeo, que fue establecido en la década de 1980 para simular las condiciones de conducción urbana para un coche de pasajeros. En 1992 el NEDC fue actualizado para incluir también un recorrido no urbano (caracterizado por velocidades medias y altas), y finalmente en 1997 también se añadieron las cifras de emisión de CO2. El ciclo NEDC se quedó obsoleto porque no representaba los estilos de vida modernos en los que las distancias y la variedad de recorridos de un coche medio habían cambiado desde que se diseñó la prueba.
La estructura del NEDC se caracterizaba por una velocidad media de 34 km/h, aceleraciones suaves, pocas paradas prolongadas y una velocidad punta de 120 km/h.
El ciclo WLTP se diseñó para ser más representativo de las modernas condiciones de conducción reales. El ciclo WLTP es 10 minutos más largo que el NEDC (30 en lugar de 20 minutos), su perfil de velocidad es más dinámico, con aceleraciones rápidas, seguidas de frenadas cortas. La velocidad media se aumentó a 46.5 km/h y la velocidad máxima a 131.3 km/h. La distancia recorrida aumentó a 23.25 km (más del doble de los 11 kilómetros del NEDC).
Las diferencias claves entre el viejo NEDC y el WLPT son que el WLTP:
- Tiene velocidad media y máxima más altas

- Incluye un rango amplio de condiciones de conducción (urbana, carretera secundaria, autovía)
- Simula una distancia mayor

- El motor tiene que usar mayores potencias medias y altas

- Observa mayor aceleración y desaceleración

- Prueba por separado el equipamiento opcional

Como resultado, según el nuevo ciclo de homologación las prestaciones del coche disminuyen.
| Coche           | NEDC autonomía | WLTP autonomía | Descenso |
| --------------- | -------------- | -------------- | -------- |
| Renault Zoe     | 400 km         | 300 km         | 25%      |
| BMW i3          | 300 km         | 245 km         | 18%      |
| Hyundai Kona EV | 546 km         | 482 km         | 12%      |

## Tipos de vehículos
El procedimiento proporciona guías estrictas sobre la condición del dinanómetro, la resistencia a la rodadura, el cambio de marchas, el peso total incluyendo las opciones extras, la calidad del combustible, la temperatura ambiente, la selección de neumáticos y su presión.
Se aplican tres ciclos WLTC dependiendo de la clase de vehículo definida por la relación potencia/peso (PWr) medida en W/kg.
- Clase 1 – vehículos de baja potencia con PWr <=22;
- Clase 2 – vehículos con 22 < PWr <=34;
- Clase 3 – vehículos de alta potencia con PWr > 34;

La mayoría de los coches actuales tienen relaciones potencia/peso de 40–100 W/kg, por lo que pertenece a la clase 3. Las furgonetas y autobuses pueden también pertenecer a la clase 2.
En cada clase hay varios tests diseñados para representar la operación del vehículo en el mundo real, en rutas urbanas y fuera de ciudad, carreteras y autovías. La duración de cada parte es fija para todas las clases, pero la aceleración y las curvas de velocidad son diferentes. La secuencia de pruebas también está restringida por la velocidad máxima del vehículo Vmax.[cita requerida]

## Procedimiento
Hasta 2018, la homologación de los coches nuevos por parte de los fabricantes se realizaba en base al ciclo NEDC. El ciclo de medición NEDC es el que define los valores de consumo urbano, extra-urbano y mixto. Los define basándose en un perfil de conducción teórico. 
Sin embargo a diferencia del NEDC, el WLTP utiliza perfiles reales. Se basa en la experiencia real y hábitos diarios de los conductores.
Para realizar los procedimientos y crear un perfil, existen cuatro conjuntos de pruebas que se realizan a diferentes velocidades:
- Baja.
- Media.
- Alta.
- Muy alta.

Cada una de estas secciones o conjuntos de pruebas, contiene diferentes etapas: paradas, aceleración, frenada, etc. Todas ellas pensadas para reproducir situaciones reales. A través de las pruebas y la combinación de estas, se busca simular una conducción actual, diaria y real. Para cada vehículo se prueban sus diferentes combinaciones de motor, transmisión y acabado.
Los valores que se publiquen se definirán en un margen de consumo. Estas cifras indicarán una aproximación a la realidad. La aproximación a la realidad se consigue a partir de la combinación de las pruebas. Además el protocolo WLTP es de 30 minutos, diez más que el del NEDC. Se lleva a cabo con mayores velocidades medias, con más aceleraciones, paradas más cortas y vehículos con su equipamiento completo.
Los nuevos tipos de pruebas no solo implican una mejora en los resultados. Con el cambio al ciclo WLTP, las autoridades europeas no han hecho otra cosa que subir el nivel de exigencia de la prueba.[cita requerida]

## Ciclos de conducción WLTP

### Clase 3
La clase de vehículo está definida por la relación potencia/peso (PWr) medida en W/kg.
La clase 3 abarca los vehículos con PWr > 34.
La mayoría de los coches actuales tienen relaciones potencia/peso de 40–100 W/kg, por lo que pertenece a la clase 3.
El ciclo WLTC para un vehículo de la clase 3 está dividido en 4 partes para baja, media, alta y súperalta velocidad. Si Vmax < 135 km/h, la parte de súperalta velocidad se sustituye por la parte de baja velocidad.[cita requerida]

Clase 3B

|                                   | Baja  | Media | Alta  | Súperalta | Total |
| --------------------------------- | ----- | ----- | ----- | --------- | ----- |
| Duración, s                       | 589   | 433   | 455   | 323       | 1800  |
| Duración de parada, s             | 150   | 49    | 31    | 8         | 235   |
| Distancia, m                      | 3095  | 4756  | 7162  | 8254      | 23266 |
| % de paradas                      | 26.5% | 11.1% | 6.8%  | 2.2%      | 13.4% |
| Velocidad máxima, km/h            | 56.5  | 76.6  | 97.4  | 131.3     |       |
| Velocidad media sin paradas, km/h | 25.3  | 44.5  | 60.7  | 94.0      | 53.5  |
| Velocidad media con paradas, km/h | 18.9  | 39.4  | 56.5  | 91.7      | 46.5  |
| Aceleración mínima, m/s2          | -1.5  | -1.5  | -1.5  | -1.44     |       |
| Aceleración máxima, m/s2          | 1.611 | 1.611 | 1.666 | 1.055     |       |

### Clase 2

Clase 2

La clase de vehículo está definida por la relación potencia/peso (PWr) medida en W/kg.
La clase 2 abarca los vehículos con 22 < PWr <=34.
El ciclo WLTC para un vehículo de la clase 2 está dividido en 3 partes para baja, media y alta velocidad. SiVmax < 90 km/h, la parte de alta velocidad se sustituye por la parte de baja velocidad.[cita requerida]
|                                   | Baja  | Media | Alta | Total |
| --------------------------------- | ----- | ----- | ---- | ----- |
| Duración, s                       | 589   | 433   | 455  | 1477  |
| Duración de paradas, s            | 155   | 48    | 30   | 233   |
| Distancia, m                      | 3132  | 4712  | 6820 | 14664 |
| % de paradas                      | 26.3% | 11.1% | 6.6% | 15.8% |
| Velocidad máxima, km/h            | 51.4  | 74.7  | 85.2 |       |
| Velocidad media sin paradas, km/h | 26.0  | 44.1  | 57.8 | 42.4  |
| Velocidad media con paradas, km/h | 19.1  | 39.2  | 54.0 | 35.7  |
| Aceleración mínima, m/s2          | -1.1  | -1.0  | -1.1 |       |
| Aceleración máxima, m/s2          | 0.9   | 1.0   | 0.8  |       |

### Clase 1

Clase 1

La clase de vehículo está definida por la relación potencia/peso (PWr) medida en W/kg.
La clase 1 abarca los vehículos con PWr > 34.
El ciclo WLTC para un vehículo de la clase 1 está dividido en 2 partes para baja y media velocidad. Si Vmax<70 km/h, la parte de media velocidad se sustituye por la parte de baja velocidad.[cita requerida]
|                                   | Baja  | Media | Total |
| --------------------------------- | ----- | ----- | ----- |
| Duración, s                       | 589   | 433   | 1022  |
| Duración de paradas, s            | 155   | 48    | 203   |
| Distancia, m                      | 3324  | 4767  | 8091  |
| % de paradas                      | 26.3% | 11.1% | 19.9% |
| Velocidad máxima, km/h            | 49.1  | 64.4  |       |
| Velocidad media sin paradas, km/h | 27.6  | 44.6  | 35.6  |
| Velocidad media con paradas, km/h | 20.3  | 39.6  | 28.5  |
| Aceleración mínima, m/s2          | -1.0  | -0.6  |       |
| Aceleración máxima, m/s2          | 0.8   | 0.6   |       |

## WLTP y EPA
En Estados Unidos el ciclo de homologación EPA consigue consumos más ajustados a la realidad y para los mismos vehículos hay diferencias sustanciales con el ciclo WLTP. El ciclo EPA tiene dos pruebas principales: el programa de conducción urbana (UDDS) y el programa de conducción en autopista (HWFET). En el caso de los coches eléctricos inician el test con su batería al 100% de carga y los responsables de la EPA someten al vehículo repetidamente a las pruebas UDDS y HWFET hasta que la batería se agota y el motor eléctrico se para. Así obtienen la autonomía máxima.
| Modelo                                 | WLTP | EPA | Variación |
| -------------------------------------- | ---- | --- | --------- |
| Mercedes EQS 450+                      | 743  | 563 | 24.2%     |
| Tesla Model 3 RWD                      | 491  | 437 | 11.0%     |
| Audi e-tron GT                         | 487  | 382 | 21.6%     |
| BMW i4 eDrive 40                       | 589  | 484 | 17.8%     |
| Ford Mustang Mach-E Extended Range AWD | 550  | 466 | 15.3%     |
| Kia EV6 Long Range AWD                 | 484  | 440 | 9.1%      |

## Modificaciones del reglamento de WLTP
El 5 de noviembre de 2018 se publicó el reglamento (UE) 2018/1832 de la Comisión a fin de mejorar los ensayos y los procedimientos de homologación de tipo en lo concerniente a las emisiones aplicables a turismos y vehículos comerciales ligeros, en particular los que se refieren a la conformidad en circulación y a las emisiones en condiciones reales de conducción; y por el que se introducen dispositivos para la monitorización del consumo de combustible y energía eléctrica.
El fabricante deberá asegurarse de que los siguientes vehículos de las categorías M1 y N1 estén provistos de un dispositivo para determinar, almacenar y facilitar datos sobre la cantidad de combustible o energía eléctrica utilizada para hacerlos funcionar:
1) vehículos ICE puros y vehículos híbridos eléctricos sin carga exterior (VEH-SCE) propulsados exclusivamente con Diésel mineral, biodiésel, gasolina, etanol o cualquier combinación de estos combustibles;
2) vehículos eléctricos híbridos con carga exterior (VEH-CCE) propulsados con electricidad y cualquiera de los combustibles mencionados en el punto 1.
El dispositivo OBFCM deberá determinar, como mínimo, los siguientes parámetros y almacenar los valores de vida útil a bordo del vehículo.
Respecto a todos los vehículos de combustión, excepto los híbridos eléctricos enchufables (VEH-CCE):
- Consumo de combustible total (valor de vida útil) (litros)
- Distancia recorrida total (valor de vida útil) (kilómetros)
- Caudal de combustible del motor (gramos/segundo)
- Caudal de combustible del motor (litros/hora)
- Caudal de combustible del vehículo (gramos/segundo)
- Velocidad del vehículo (kilómetros/hora)

Respecto a los VEH-CCE (híbridos enchufables):
- Combustible consumido total (valor de vida útil) (litros);
- Combustible consumido total con funcionamiento en consumo de carga (valor de vida útil) (litros);
- Combustible consumido total con funcionamiento en aumento de carga seleccionable por el conductor (valor de vida útil) (litros);
- Distancia recorrida total (valor de vida útil) (kilómetros);
- Distancia recorrida total con funcionamiento en consumo de carga con el motor apagado (valor de vida útil) (kilómetros);
- Distancia recorrida total con funcionamiento en consumo de carga con el motor en marcha (valor de vida útil) (kilómetros);
- Distancia recorrida total con funcionamiento en aumento de carga seleccionable por el conductor (valor de vida útil) (kilómetros);
- Caudal de combustible del motor (gramos/segundo);
- Caudal de combustible del motor (litros/hora);
- Caudal de combustible del vehículo (gramos/segundo);
- Velocidad del vehículo (kilómetros/hora);
- Energía total de la red que fluye a la batería (valor de vida útil) (kWh).[13]

Esta información se guarda en el dispositivo On-Board Fuel and/or energy Consumption Monitoring device (OBFCM). El dispositivo OBFCM es obligatorio en Europa para todos los coches nuevos desde 2021. Mediante un dispositivo lector OBD (On Board Diagnostics) un usuario puede consultar esos datos y conocer el consumo real tanto instantáneo como durante la vida del vehículo.

## Ciclos de conducción
- Europa: New European Driving Cycle (NEDC): ECE R15 (1970) / EUDC (1990)
- Estados Unidos: EPA Federal Test: FTP 72/75 (1978) / SFTP US06/SC03 (2008)
- China: China Light-Duty Vehicle Test Cycle (CLTC)
- Japón: 10 mode (1973) / 10-15 Mode (1991) / JC08 (2008)
- Global armonizada: WLTP (2015)